# توماس جیمز اسمیت
توماس جیمز اسمیت (انگلیسی: Thomas James Smith) (زاده ۱۸۲۷ - درگذشته ۱۸۹۶) کارآفرین، داروساز و مدیر ارشد اجرایی بریتانیایی بود، که در سال ۱۸۵۶ شرکت اسمیت اند نفیو را تأسیس کرد.